# کاناچاک (جمهوری آلتای)
کاناچاک (به لاتین: Kanachak) یک منطقهٔ مسکونی در روسیه است که در جمهوری آلتای واقع شده‌است.